# الهجمات على المناطق المحمية والمدنيين في غزة
أدت الهجمات على المناطق المحمية والمدنيين في غزة خلال حرب غزة إلى مقتل أكثر من 30 ألف فلسطيني، وتشريد أكثر من مليوني شخص، فضلًا عن انهيار النظام التعليمي، وتدمير معظم المنازل والمستشفيات في القطاع. وقد واجهت إسرائيل اتهامات بارتكاب جرائم حرب من قبل جنوب إفريقيا في محكمة العدل الدولية، ومجلس حقوق الإنسان التابع للأمم المتحدة، ومنظمة العفو الدولية، وغيرها، بسبب عدد الضحايا المدنيين والنسبة الكبيرة من البنية التحتية المدنية التي دُمّرت، بما في ذلك مخيمات اللاجئين الفلسطينيين، والمدارس، والمساجد، والكنائس، وغيرها.
وتُظهر تحليلات بيانات الأقمار الصناعية أن 80% من المباني في شمال غزة قد تعرضت لأضرار أو دُمرت بالكامل. وفي يناير 2024 قدّر باحثون من جامعة ولاية أوريغون وجامعة مدينة نيويورك أن ما بين 50% و62% من جميع مباني قطاع غزة قد تضررت أو دُمرت.
يواجه ما يقرب من 2.3 مليون شخص، أي كامل سكان قطاع غزة، مستويات حادة من انعدام الأمن الغذائي، حيث يقف واحد من كل خمسة فلسطينيين على حافة المجاعة. وقد حذرت أعلى سلطة عالمية معنية بأزمات الغذاء من خطر المجاعة الوشيك ما لم يُرفع الحصار.
شهد الوضع تدهورًا كارثيًا منذ الثاني من مارس 2025، عندما توقف دخول جميع المساعدات واللوازم التجارية. ونتيجة لذلك، نفدت مخزونات الغذاء لدى برنامج الأغذية العالمي والمنظمات الأخرى. وأُغلقت جميع المخابز الـ 25 التي يدعمها برنامج الأغذية العالمي بسبب النقص الحاد في دقيق القمح ووقود الطهي. كما انخفض عدد الوجبات الساخنة التي تقدمها المطابخ المجتمعية بشكل كبير، من 840 ألف وجبة يوميًا إلى حوالي 260 ألف وجبة في غضون خمسة أيام فقط.
وشهدت أسعار المواد الغذائية الأساسية ارتفاعًا جنونيًا، حيث ارتفع سعر كيس دقيق القمح بوزن 25 كيلوغرامًا بنسبة مذهلة بلغت 3000% منذ شهر فبراير. وأصبح الدقيق المتوفر في الأسواق فاسدًا ومليئًا بالحشرات ويفتقر إلى القيمة الغذائية، وعلى الرغم من ذلك لا يزال باهظ الثمن. وفي ظل هذه الظروف المأساوية، يضطر الناس إلى البحث في القمامة عن بقايا الطعام.
تشير هذه المعطيات بوضوح إلى أن الأزمة الغذائية في غزة تتجاوز مجرد نقص في الإمدادات، بل هي تجويع متعمد ومنهجي. إن الحصار الشامل المفروض على الغذاء والماء والوقود، والمساعدات، إلى جانب التدمير المتعمد للبنية التحتية الزراعية،  يخلق ظروفًا قسرية تهدف إلى إحداث المجاعة. فضلًا عن منع دخول 116,000 طن متري من المساعدات الغذائية، وهي كمية كافية لإطعام مليون شخص لمدة تصل إلى أربعة أشهر، بينما يعاني السكان من الجوع الشديد.

## مرافق الرعاية الصحية
انهار النظام الصحي في غزة نتيجة للحصار المفروض على القطاع، ونقص الوقود، والانقطاع المتكرر للكهرباء، بالإضافة إلى الغارات الجوية المتواصلة. ومنذ اندلاع الحرب وحتى 30 نوفمبر 2023 أفادت منظمة الصحة العالمية بتسجيل 427 هجومًا استهدف مرافق الرعاية الصحية في كل من الضفة الغربية وقطاع غزة. وبحلول فبراير 2024 أشارت التقارير إلى أن "جميع مستشفيات غزة إما تضررت أو دُمرت أو توقفت عن العمل بسبب انعدام الوقود". وفي 24 يناير 2024 أعلنت منظمة الصحة العالمية أن سبعة مستشفيات فقط من أصل 24 في شمال غزة، وسبعة من أصل 12 في جنوب القطاع، لا تزال قيد التشغيل. وفي 7 فبراير من العام نفسه، أكدت الأمم المتحدة أن أربعة مراكز صحية فقط من أصل 22 في غزة لا تزال تقدم خدماتها.
أفادت منظمة الصحة العالمية بوقوع 686 هجومًا على الرعاية الصحية في قطاع غزة بين 7 أكتوبر 2023 و7 مايو 2025، مما أثر على 122 منشأة صحية و180 سيارة إسعاف. وقد أدت هذه الهجمات إلى مقتل 910 من العاملين في مجال الصحة وإصابة 1380 آخرين. ويعكس ذلك استهدافًا متعمدًا لنظام الرعاية الصحية بأكمله. مؤديًا لوفاة المرضى والجرحى الذين لا يمكن علاجهم،  فضلًا عن تفشي الأمراض بسبب تدهور الصرف الصحي ونقص المياه النظيفة. وكل ذلك يسهم في تفاقم الأزمة الإنسانية الشاملة.
تعاني المستشفيات من نقص حاد ومزمن في الأدوية الأساسية (أكثر من 40% من الأصناف)، والمستهلكات الطبية، والأدوات الجراحية، ولوازم المختبرات، وقطع الغيار، والغازات الطبية. وقد أدى نقص الوقود إلى تعطيل وحدات تحلية المياه ومضخات المياه، مما يؤثر على النظافة والصرف الصحي في المستشفيات. وأدت هذه الظروف إلى تفاقم سوء التغذية والأمراض، خاصة بين الأطفال. يحتاج حوالي 71 ألف طفل دون سن الخامسة وأكثر من 17 ألف من الأمهات الحوامل والمرضعات إلى علاج عاجل لسوء التغذية الحاد. وقد تضاعفت حالات سوء التغذية الحاد بين الأطفال في أبريل 2025 مقارنة بفبراير 2025. تم تسجيل أكثر من 9 ألف طفل يعانون من سوء التغذية الحاد منذ بداية العام.

### قائمة المرافق الصحية التي تعرضت للهجوم
- مستشفى الأهلي العربي
- مستشفى الأمل
- مستشفى شهداء الأقصى
- مستشفى الشفاء
- مستشفى القدس
- مستشفيي الرنتيسي والنصر للأطفال
- مستشفى العودة
- المستشفى الأوروبي
- المستشفى الإندونيسي
- مستشفى الأردن الميداني
- مستشفى كمال عدوان
- مستشفى الكويت
- مجمع ناصر الطبي
- صندوق إغاثة أطفال فلسطين
- مركز إعادة تأهيل المعاقين بصريًا
- مستشفى الشيخ حمد بن خليفة آل ثاني
- مستشفى الصداقة التركية الفلسطينية
- مستشفى يافا
- مستشفى اليمن السعيد

## المدارس والجامعات
في الفترة الممتدة من 7 أكتوبر 2023 وحتى أواخر مارس 2024، أفادت الأمم المتحدة بأن قوات الاحتلال الإسرائيلية شنّت غارات جوية متعددة استهدفت أكثر من 200 منشأة تعليمية في قطاع غزة، شملت جامعات ومدارس. وقد أسفرت هذه الهجمات عن انهيار شبه كامل للنظام التعليمي في القطاع، مما أدى إلى حرمان نحو 625 ألف طالب من مواصلة تعليمهم.
بعد ستة أشهر من الهجوم العسكري على غزة قُتل أكثر من 5,479 طالبًا و261 معلمًا و95 أستاذًا جامعياً، وأصيب أكثر من 7,819 طالبًا و756 معلمًا وفق بيان صدر لخبراء لصالح مجلس حقوق الإنسان في جنيف.

### قائمة المدارس والجامعات التي تعرضت للهجوم
- مدرسة أبو حسي
- مدرسة البراق
- مدرسة الفاخورة
- مدرسة الفلاح
- مدرسة المغازي التابعة للأونروا
- مدرسة النزلة
- مدرسة السردي
- مدرسة التبيان [36]
- مدرسة حيفا
- جامعة الإسراء
- مدرسة الشهيد أسعد صفوتي
- مدرسة النصيرات
- مدرسة أسامة بن زيد
- مدرسة صلاح الدين

## الأماكن الثقافية والتاريخية والدينية
وفقًا للقانون الدولي تُعتبر المواقع التراثية والمقابر والأماكن الدينية من البنى التحتية المدنية، ويُعد تدميرها جريمة حرب تُصنف ضمن "الاعتداءات على الكرامة الشخصية" بموجب نظام روما. ويشير المؤرخون إلى أن غزة تعد من أقدم المناطق المأهولة في العالم، حيث يعود تاريخها إلى القرن الخامس عشر قبل الميلاد على الأقل.
وفي قضية الإبادة الجماعية التي رفعتها جنوب أفريقيا ضد إسرائيل، اتُهمت إسرائيل باستهداف الثقافة الفلسطينية، وتدمير المتاحف والمراكز الثقافية الحديثة، وتهديد "الإمكانات الثقافية" لقطاع غزة من خلال استهداف المدارس، وقتل المعلمين والصحفيين والمثقفين. بدورها، نفت إسرائيل هذه الاتهامات، معللة استهداف الأماكن الثقافية والدينية والمقابر بضرورة العثور على جثث الرهائن الإسرائيليين وإعادتها، وادعاء استخدام حركة حماس لهذه المواقع لأغراض عسكرية.
وأظهرت تحليلات شبكة سي إن إن للصور الفضائية والفيديوهات أن قوات الاحتلال الإسرائيلي تستخدم المقابر كمواقع عسكرية، حيث أظهرت التحقيقات أن جيش الاحتلال الإسرائيلي قد دنس ما لا يقل عن 16 مقبرة في غزة، ودمر شواهد القبور، ونبش المقبرة، وفي بعض الحالات نبش الجثث.
كما أسفرت الهجمات الإسرائيلية عن تدمير أكثر من 200 مبنى ذا أهمية ثقافية وتاريخية في غزة، شملت مساجد ومقابر ومتاجر ومتاحف. وأفادت منظمة اليونسكو بأن ما لا يقل عن 22 موقعًا من بينها مساجد وكنائس وبيوت تاريخية وجامعات وأرشيفات تعرضت لأضرار أو دُمّرت نتيجة لغارات إسرائيلية متكررة.

### قائمة الأماكن الثقافية والتاريخية التي تعرضت للهجوم
- متحف رفح
- متحف القرارة
- متحف متحف الفندق
- قصر الباشا الذي يعود تاريخه إلى القرن الثالث عشر
- مركز رشاد الشوا الثقافي
- مكتبة الجامع العمري الكبير
- مكتبة سمير منصور المجتمعية
- اتحاد الفنانين الفلسطينيين في شارع الجلاء
- الأواني الفخارية في منطقة الفواخر
- حمام السمارة (الحمام السامري)
- مدينة تل العجول المحصنة
- كنيسة القديس برفيريوس
- كنيسة العائلة المقدسة
- الكنيسة البيزنطية في جباليا
- دير القديس هيلاريون
- المدينة القديمة التاريخية
- الموقع الأثري لميناء أنثيدون

### قائمة المقابر التي تعرضت للهجوم
- مقبرة الإنجليز في غزة
- مقبرة بني سهيلة
- طريق المحاربين (المقبرة الرومانية)
- مقبرة الفالوجا
- مقبرة الشجاعية
- مقبرة التفاح
- المقبرة الإسلامية جنوب غزة
- مقبرة البريج الجديدة
- مقبرة الشيخ رضوان
- مقبرة بيت لاهيا

### قائمة المساجد التي تعرضت للهجوم
- مسجد العمري في غزة من العصور الوسطى
- مسجد عثمان بن قشقر العتيق
- مسجد السيد الهاشم
- مسجد كاتب الولاية
- مسجد البخاري
- مسجد خالد بن الوليد
- مسجد خليل الرحمن
- مسجد الأنصار

## الملاجئ والمخيمات
في حرب غزة شنّت قوات جيش الاحتلال الإسرائيلي العديد من الغارات الجوية على مخيمات اللاجئين الفلسطينيين المكتظة بالسكان في قطاع غزة والضفة الغربية، وذلك في إطار حملة القصف والاجتياح الإسرائيلي لغزة.

### قائمة الملاجئ والمخيمات التي تعرضت للهجوم
- مخيم جباليا للاجئين
- مخيم الشاطئ للاجئين
- مخيم المواصي للاجئين
- مخيم المغازي للاجئين
- مخيم تل السلطان للاجئين
- مخيم البريج للاجئين
- مخيم النصيرات للاجئين
- مخيم الشابورة للاجئين
- مخيم جنين للاجئين
- مخيم نور شمس

## المدنيون
منذ السابع من أكتوبر عام 2023 أسفر العدوان الإسرائيلي عن استشهاد ما لا يقل عن 38,983 فلسطينيًا، غالبيتهم العظمى من المدنيين، بمن فيهم أكثر من 15 ألف طفل. وإضافة إلى هذه الخسائر الفادحة في الأرواح، أصيب أكثر من 89,727 شخصًا، بينما لا يزال مصير ما يزيد على 10 ألف شخص مجهولاً، حيث يُعتبرون في عداد المفقودين. وفي مارس 2024 كشفت قناة الجزيرة عن نمط مقلق تتبعه قوات الاحتلال الإسرائيلي، يتمثل في استهداف المنازل التي تؤوي عائلات بأكملها، مما أدى إلى إبادة جماعية للعائلات الفلسطينية. وفي سياق مماثل، أفادت وزارة الصحة في غزة في 29 فبراير 2024 أن الأطفال يشكلون نسبة مأساوية قدرها 44% من إجمالي الضحايا.
في مقابلة مع وكالة الأناضول، صرحت ريم السالم، المقررة الخاصة للأمم المتحدة المعنية بمسألة العنف ضد النساء والفتيات، بأن الوضع في غزة قد بلغ مستويات غير مسبوقة في التاريخ الحديث. وأكدت السالم أن الاعتداءات الإسرائيلية على النساء الفلسطينيات جزء من إستراتيجية إبادة جماعية ممنهجة، مشددة على أن قتل الفلسطينيات لمجرد كونهن نساء يمثل جريمة حرب وجريمة ضد الإنسانية.
خلصت منظمة العفو الدولية إلى أن إسرائيل ارتكبت، خلال الفترة الممتدة من أكتوبر 2023 إلى يوليو 2024، أفعالًا محظورة بموجب اتفاقية منع الإبادة الجماعية. وأكدت المنظمة أن هذه الأفعال ارتُكبت بقصد محدد، وهو تدمير الفلسطينيين في قطاع غزة. وتشمل هذه الأفعال أعمال القتل، وإلحاق أذى جسدي أو نفسي جسيم بالفلسطينيين في القطاع بصفتهم جماعة محمية، وتعمد إخضاعهم لظروف معيشية تهدف إلى تدميرهم المادي.
«لقد فرضت إسرائيل حصارًا تامًا على قطاع غزة. لن تحصلوا على كهرباء ولا ماء، لا شيء سوى الدمار. تريدون جحيمًا، ستحصلون على جحيم» 
– غسان عليان، مدير وحدة تنسيق أعمال الحكومة في المناطق، وزارة الاحتلال الإسرائيلية.

## مناطق أخرى محمية وآمنة
توصل تحقيق أجرته منظمة العفو الدولية بشأن تسع غارات جوية إلى أن إسرائيل انتهكت القانون الإنساني الدولي، إما من خلال عدم اتخاذ جميع الاحتياطات الممكنة لحماية المدنيين، أو من خلال تنفيذ ضربات عشوائية لم تميز بين الأهداف المدنية والعسكرية، أو من خلال استهداف منشآت مدنية يُحتمل أنها لم تكن ذات طابع عسكري. وفي السياق ذاته، أفادت هيئة الإذاعة البريطانية بأن القصف الإسرائيلي على جنوب ووسط قطاع غزة قد تصاعد منذ بداية ديسمبر، وأن مدينة خان يونس تتحمل العبء الأكبر من الهجمات العسكرية الإسرائيلية، وذلك في الوقت الذي دعت فيه إسرائيل مرارًا سكان غزة إلى الانتقال جنوبًا حفاظًا على سلامتهم. كما كشف تحقيق أجرته شبكة إن بي سي الإخبارية أن فلسطينيين قُتلوا في غارات جوية استهدفت سبع مناطق صنّفتها قوات الاحتلال الإسرائيلي مسبقًا على أنها "مناطق آمنة".
أظهر تحليل أجرته صحيفة نيويورك تايمز أن عمليات الهدم التي ينفذها جيش الاحتلال الإسرائيلي بشكل مُنظَّم منذ شهر نوفمبر أدت إلى تدمير مئات المباني، بما في ذلك المساجد والمدارس وأجزاء كاملة من الأحياء السكنية. وقد صرّح المتحدث باسم جيش الاحتلال الإسرائيلي أن سبب هذه العمليات هو الكشف عن البنية التحتية "الإرهابية" وتدميرها، وهي بحسب قوله "متمركزة داخل مبانٍ تقع في مناطق مدنية"، مضيفًا أن أحياءً بأكملها تُستخدم أحيانًا كمجمعات قتالية من قبل حركة حماس. وبينما أفاد مسؤولون إسرائيليون للصحيفة أن إسرائيل تقوم بهدم مبانٍ فلسطينية قرب الحدود بهدف إنشاء منطقة عازلة أمنية داخل قطاع غزة، لتقليص قدرة المقاتلين على تنفيذ هجمات عبر الحدود، أشار تحقيق نيويورك تايمز إلى أن معظم مواقع الدمار التي تم تحديدها تقع خارج نطاق هذه المنطقة العازلة بشكل واضح.
وصف خبراء الأمم المتحدة تدمير إسرائيل وقصفها لأكثر من نصف المنازل في غزة، بذريعة تحديد وتدمير حماس، بأنه إبادة سكنية (التدمير الجماعي للمنازل لجعل الأرض غير صالحة للسكن). وتشمل المواقع المدمرة قصر العدل (المحكمة الفلسطينية الرئيسية في غزة)، والمجلس التشريعي الفلسطيني، و339 مركزًا تعليميًا، و167 مكانًا للعبادة، و26 من أصل 35 مستشفى في غزة. وقال هيو لوفات العضو في المجلس الأوروبي للعلاقات الخارجية أن إسرائيل "تدمر بشكل متعمد ومنهجي المجتمعات المدنية والبنية التحتية اللازمة لحكم واستقرار غزة بعد الحرب".
في أواخر أكتوبر سُربت وثيقة إلى الصحافة الإسرائيلية من وزارة الاستخبارات الإسرائيلية تخطط لنقل قسري ودائم لما يقدر بنحو 2.3 مليون فلسطيني يقيمون في قطاع غزة إلى شبه جزيرة سيناء في مصر. تكشف الوثيقة عن وجود منظمة تُدعى "وحدة الاستيطان – قطاع غزة"، التي تهدف إلى إعادة توطين سكان غزة بعد 18 عامًا من انسحاب القوات والمستوطنين الإسرائيليين من القطاع. وأشار المؤرخ الإيطالي لورينزو كامل إلى أن إسرائيل تسعى لجعل قطاع غزة غير صالح للسكن عبر قصفه بعشرات آلاف الأطنان من القنابل، واستهداف البنية التحتية المدنية، بما في ذلك المدارس والجامعات والمستشفيات والمخابز والمتاجر والأراضي الزراعية ودفيئات النباتات ومحطات المياه وأنظمة الصرف الصحي ومحطات الكهرباء والألواح الشمسية والمولدات.

## وصلات خارجية
- "الرئيسية | توثيق استهداف وتدمير التعليم في قطاع غزة". gazaeducationsector.palestine-studies.org. مؤرشف من الأصل في 2025-05-14. اطلع عليه بتاريخ 2025-05-25.